# Урданетський філіппінський храм
Урданетський філіппінський храм — це запланований храм Церкви Ісуса Христа Святих Останніх Днів, який будується в місті Урданета, Пангасінан, Філіппіни.

## Історія
2 жовтня 2010 року під час вступного слова на суботній ранковій сесії 180-ї піврічної Генеральної конференції Церкви Ісуса Христа Святих останніх днів президент церкви Томас С. Монсон оголосив про будівництво храму в місті Урданета, Філіппіни .
Храм буде розташований приблизно в 100 милях на північ від Національного столичного регіону на Лусоні, найбільшому та найбільш густонаселеному острові Філіппін. Філіппінський храм Урданета допомагатиме обслуговувати 99 колів і округів у групі островів Лусон, які зараз обслуговує Манільський філіппінський храм.
У вересні 2010 року було розпочато будівництво нового місіонерського будинку й офісу, які будуть розташовані поруч із нещодавно реконструйованим і розширеним Центром колу Урданета Філіппіни.
У червні 2011 року Філіппінська місія Багіо була перенесена в місто Урданета, яке пропонує більш центральне та доступне місце для членів і місіонерів у цьому районі.
16 січня 2019 року під головуванням Джеффрі Р. Холланда було проведено закладку фундаменту, яка означала початок будівництва.
Будівництво храму планують завершити у 2022 році.